# Љубо Михић
Др Љубо Михић је био је географ, биолог, историчар, економиста и туризмолог. Рођен је 10.10. 1929. године у селу Банчићи, код Љубиња у Херцеговини, а умро 30.12. 1989. године у Мостару. Објавио је преко 50 научно-стручних радова из области туризма и географије.
Народна библиотека у родном му Љубињу носи његово име „Др Љубо Михић.

## Биографија
Љубо Михић је рођен у селу Банчићи код Љубиња, на југу Херцеговине. Потиче из сиромашне сељачко-радничке породице. Отац Јован био је чувени мајстор каменорезац, а мајка Даринка, рођена Јањић, била је домаћица.
Јуна 1939. године завршио је четири разреда Основне школе на Банчићима. Од септембра 1939, до маја 1941. завршио је два разреда Грађанске школе у Љубињу. Други свјетски рат прекинуо је његово школовање.
Љубо Михић је учествовао у НОР-у као борац од својих 12 година, од октобра 1941. до јуна 1942, и од почетка августа 1943. до краја маја 1945. У Савез комуниста омладине Југославије (СКОЈ) примњен је 26. августа 1943. године, а 20. децембра 1945. бива примљен у Комунистичку партију Југославије (КПЈ).
Послије Другог свјетског рата завршио је 8 разреда гимназије са великом матуром у Сарајеву. Студирао је као редован студент географију, биологију, историју и економију на Филозофском, Природно-математичком и Економском факултету у Сарајеву и Београду. Стручни професорски испит у Сарајеву положио је 15. марта 1962. године.
Као редован студент, заршио је постдипломске студије туризма на Природно-математичком факултету у Београду и 12. јуна 1965. одбранио магистарски рад „Туристички мотиви и објекти у Херцеговини.
На Природно-математичком факултету у Београду, 23. фебруара 1971. године, одбранио је прву докторску дисертацију „Дубровачко приморје, услови и развој туризма.
На Економском факултету у Београду написао је другу докторску дисертацију „Приморски и планински туризам, услови и рентабилност.
Као професор, предавао је географију, биологију, историју, туризам...Као научни радник написао је и објавио преко 100 сепарата у разним часописима.
Као професор предавао је у Гимназији у Дувну, Гимназији код Пирота, Ваздухопловној гимназији „Маршал Тито у Мостару, а предавао је и у Оновној школи у родном Љубињу.